# Vacardův mlýn
Vacardův mlýn (Podvranský) je vodní mlýn v Malé Skále, který stojí v  údolí Vranského potoka pod zříceninou hradu Vranov. Je chráněn jako nemovitá kulturní památka České republiky s uvedením specalizace „Industriální dědictví“.

## Historie
Vodní mlýn je doložen v roce 1765, kdy jej koupil Václav Vacarda, po němž získal název. Před rokem 1787 byl postaven výměnek. V roce 1865 byl provoz rozšířen o pilu a později i o brusírnu skla.
Vacardova rodina vlastnila mlýn do roku 1897, kdy ho prodala Josefu Boučkovi z Bratříkova. Mlýn i pila ukončily provoz roku 1910.

## Popis
Mlýnské kolo o průměru devět metrů bylo poháněno vodou z rybníka, kterou přiváděly dřevěné vantroky uložené nad cestou na pískovcových pilířích.